# یورگن اشتروپ
یورگن اشتروپ (به آلمانی: Jürgen Stroop) (زاده ۲۶ سپتامبر ۱۸۹۵-مرگ ۶ مارس ۱۹۵۲) یک ژنرال آلمانی در دوره رایش سوم، رهبر نیروهای اس‌اس و پلیس ورشو و فرمانده سرکوب شورش محله یهودی‌نشین ورشو بود. وی پس از جنگ دستگیر شد و در ۲۱ مارس ۱۹۴۷ در یک دادگاه آمریکایی که در داخائو تشکیل شده بود، به جرم تیرباران کردن چندین گروگان در یونان، به مرگ محکوم شد و سپس به لهستان تحویل داده شد. وی در آنجا نیز به دلیل کشتار یهودیان ورشو به مرگ محکوم شد و در ۶ مارس ۱۹۵۲ به همراه فرانز کونارد (افسر اس‌اس) با طناب دار اعدام شد.